# Zvonilka a piráti
Zvonilka a piráti (v anglickém originále The Pirate Fairy) je šestý celovečerní film ze série o víle Zvonilce. Film produkovala společnost DisneyToon Studios. V Česku film distribuuje společnost Falcon a kinopremiéra byla 20. března 2014. Film režíruje Peggy Holmes, která režírovala i předchozí film Zvonilka: Tajemství křídel. V tomto díle je úvodní písní  „Who I Am“ , kterou zpívá Natasha Bedingfield.

## Děj
Hlavní postavou je v tomto filmu strážkyně vílího prachu Zarina, která objeví, že pomocí různých příměsí lze zlatý vílí prach proměnit v jiné prachy. Její pokusy však dopadnou katastrofálně, omylem vysype celou misku růstového prášku na rostlinku, která tak začne nekontrolovatelně bujet a zdevastuje část Hvězdné roklinky. Zarina je vypovězena a odlétá neznámo kam.
Po nějaké době se v Roklince koná slavnost ročních období. Zarina se neočekávaně vrací a uspí všechny na slavnosti, kromě Zvonilky a jejích kamarádek, které se schovají. Zarina využívá zmatku a ukradne modrý vílí prach, který je nezbytnou součástí pro výrobu zlatého létacího prášku. Šestice víl ji pronásleduje až na mořské pobřeží, kde vyjde najevo, že Zarina spojila své síly s piráty. Zvonilka se krátce zmocní ukradeného prachu, a odmítá Zarininu nabídku na rozdělení se. Zarina po šestici vrhne mnohobarevný prášek a omráčené víly spláchne vodopád. Zarina odlétá s prachem na loď.
Víly se zanedlouho probírají na skále za vodopádem, ale zjišťují, že Zarinin prášek jim prohodil talenty. Ze Zvonilky se tak stala vodní víla, Mlženka je větrnice, z Fauny se stane světlonoška, z Iris zahradnice, z Rozety víla chovatelka a z Vidie, k jejímu obrovskému šoku, všeumělka. Pokud mají zastavit piráty, musí se se svými novými schopnostmi sžít, což se neobejde bez komických situací. Nakonec se šestice dostane na pirátský koráb a objeví, že ve skryté zátoce u pobřeží vypěstovala Zarina Strom obrození. Zároveň tak pochopí celý plán pirátů, které vede mladý lodník James. Zarina jim vyrobí zlatý prach, aby se mohli vznést do oblak a drancovat Zemi Nezemi. Jakmile ovšem získají zlatý prach, piráti Zarinu zradí. Vyjde najevo, že James je ve skutečnosti kapitán Hook. Zmocní se modrého prachu a Zarinu svrhne z útesu do moře, zavřenou v lucerně. Navzdory nepřátelství víly Zarinu zachrání a nabízí jí milost. Šestice se pak se Zarinou v čele vydává získat zpět modrý prach, což musí dokázat dříve, než piráti proletí kolem Druhé hvězdy. Dochází k boji mezi vílami a posádkou, během nějž víly skvěle využívají svých, stále ještě prohozených, talentů. Všechny jsou však nakonec polapeny Jamesem a na záchranu prachu zůstane tak Zarina sama. Podaří se jí převrátit loď a piráti tak popadají do moře, ale k její smůle James padne do zlatého prachu, což mu dá možnost létat. Opět se zmocní modrého prachu, ale z lahve vypadne jedno zrníčko. Zarinu napadne spásná myšlenka a ono zrníčko na Jamese hodí. James, puzený mocnou silou modrého prachu, začne nekontrolovatelně létat všemi směry, přičemž osvobodí zbylé víly. Zvonilka jej pak nechá proletět velkou vlnou, což z něj spláchne letací prášek a James tak také skončí v moři. Zarina vrací modrý prášek Zvonilce a chystá se odletět. Zvonilka jí nabízí návrat do Roklinky, což Zarina nadšeně přijme. Všech sedm víl se tak vrací s korábem do Roklinky, kde probouzí spící slavnost. Zarinin mistr, který ji kdysi vypověděl z Roklinky, ji přijme zpátky i s jejím obdivuhodným talentem. Následuje velkolepé představení, během něhož Zarina vrátí vílám jejich původní schopnosti.
Epilog: Jamese alias Kapitána Hooka vyloví kolemplující obchodní koráb.

## Dabing
Dabing, herci, postavy
- Marika Šoposká – Mae Whitman (Zvonilka)
- Tereza Martinková – Christina Hendricks (Zarina)
- Eliška Balzerová – Anjelica Huston (královna Klarion)
- Klára Oltová – Lucy Liu (Mlženka)
- Kamila Šmejkalová  – Raven-Symoné (Iris)
- Kamila Špráchalová – Megan Hilty (Rozeta)
- Jan Holík – Jeff Bennett (Cink)
- Jiří Panzner – Rob Paulsen (Bubla)
- Terezie Taberyová – Angela Bartys (Fauna)
- Petr Gelnar – Tom Hiddleston (kapitán James Hook)